# Grañén
Grañén es una localidad y un municipio de la comarca de los Monegros en la provincia de Huesca (Aragón, España). Tiene una población de 1738 habitantes (INE 2020). El término municipal comprende también los pueblos de Callén, Curbe, Fraella y Montesusín.

## Geografía
Grañén está emplazado en una pequeña elevación sobre la planicie monegrina a 332 m s. n. m., al norte de la depresión del Ebro, próxima al río Flumen. Dista unos 23 km de la capital, Huesca, y 69 km de Zaragoza.
Su temperatura media anual es de 14,2 °C y su precipitación anual de 580 mm.

## Historia

### Edad Antigua y Media
De origen romano, el topónimo Grañén recuerda a un terrateniente llamado Granius.
No obstante, la historia documentada de la localidad no comienza hasta 1104. Poco después de que se produjera la Reconquista de la zona, Grañén fue designado lugar de realengo. Sancho Íñiguez, conocido a veces como Sancio Eneconnes, su primer señor, se nombra en los documentos de la colección diplomática de Pedro I, estudiados y publicados por el profesor Antonio Ubieto.
En 1198, el rey Pedro II de Aragón cedió al obispo Ricardo de Huesca el derecho de patronato sobre la iglesia de Grañén. En 1258, Jaime I entregó a Blasco de Maza los castillos y villas de Grañén y Robres, los cuales posteriormente fueron entregados como señoríos de baronías a Pedro I de Ayerbe, también primer barón de Ayerbe y Arnueso. El lugar de Grañén pasó a la Corona Real en 1372 por voluntad expresa de Pedro IV de Aragón.

### Edad Moderna y Contemporánea
En el siglo XVI la villa pasó a manos de los poderosos duques de Villahermosa.
De esa época se conoce que Grañén tenía 80 casas, siendo lugar perteneciente al Arcedianato de Serrablo. En 1560, una visita a la iglesia de Grañén indicó que el retablo mayor era muy bueno, que tenía coro y cuatro campanas en la torre.
La peste atacó el lugar en el siglo XVIII, quedando libre una sola familia.
En 1785, Grañén consiguió la categoría de villa, aunque en 1792 seguía siendo del Duque de Villahermosa. Crónicas de la época refieren que la iglesia era de fábrica muy antigua y que requería reparación ya que amenazaba ruina.
A finales de siglo (1797), la villa contaba con 152 casas.
El historiador Pascual Madoz, en su Diccionario geográfico-estadístico-histórico de España y sus posesiones de Ultramar de 1845, describe a Grañén en estos términos:

Tiene 152 casas por lo general de dos pisos, de construcción de tierra y adobes muy antiguas y con pocas comodidades, en medio de las cuales se eleva una peña llamada el Castillo; tiene una plaza y diversas calles  mal empedradas, pendientes y resbaladizas.

En 1849, Grañén fue designado ayuntamiento independiente.
Durante la Guerra Civil (1936-1939), en Grañén se situó un tiempo un hospital de campaña que fue el primero de los levantados en España por el Spanish Medical Aid Comittee (SMAC). Aparece citado en un poema de Tom Wintringham: "Granien - British Medical Unit".
En 2011, el primer premio del Sorteo Extraordinario de Navidad de la Lotería Nacional de España, más conocido como «El Gordo», fue a parar íntegramente a Grañén.

## Demografía
Grañén cuenta con una población de 1696 habitantes (INE 2024).
| Gráfica de evolución demográfica de Grañén entre 1842 y 2021 |
| |
| Población de derecho según los censos de población del INE Población de hecho según los censos de población del INEEntre el censo de 1981 y el anterior, crece el término del municipio porque incorpora a 22073 (Callen) y una parte de 22153 (Marcén) |

## Administración y política
| Período             | Alcalde                                           | Partido | Partido |
| ------------------- | ------------------------------------------------- | ------- | ------- |
| 1979-1982 1983-1983 | Esteban Abadía Ereza Vicente Manuel Conte Laborda | Ind.    |         |
| 1979-1982 1983-1983 | Esteban Abadía Ereza Vicente Manuel Conte Laborda | Ind.    |         |
| 1983-1987           | Vicente Manuel Conte Laborda                      | Ind.    |         |
| 1987-1991           | José María Escartín Lapeña                        | CDS     |         |
| 1991-1995           | Ramón Nasarre Grúas                               | PSOE    |         |
| 1995-1999           | Ramón Nasarre Grúas                               | PSOE    |         |
| 1999-2003           | Ramón Nasarre Grúas                               | PSOE    |         |
| 2003-2007           | Esteban Juan Antonio Rodríguez Laírla             | PSOE    |         |
| 2007-2011           | Esteban Juan Antonio Rodríguez Laírla             | PSOE    |         |
| 2011-2015           | Carlos Sampériz Enguita                           | PP      |         |
| 2015-2019           | Carlos Sampériz Enguita                           | PP      |         |

| Partido político    | Partido político                                   | 2003   | 2007   | 2011   | 2015   |
| Partido político    | Partido político                                   | Ediles | Ediles | Ediles | Ediles |
|                     | Partido Popular de Aragón (PP)                     | 2      | 4      | 4      | 5      |
|                     | Partido de los Socialistas de Aragón (PSOE-Aragón) | 6      | 6      | 4      | 4      |
|                     | Partido Aragonés (PAR)                             | 1      | 1      | 1      | 0      |
|                     | Chunta Aragonesista (CHA)                          | —      | 0      | 0      | —      |
|                     | Independientes                                     | 2      | —      | —      | —      |
| Total de concejales | Total de concejales                                | 11     | 11     | 9      | 9      |

## Cultura

### Patrimonio

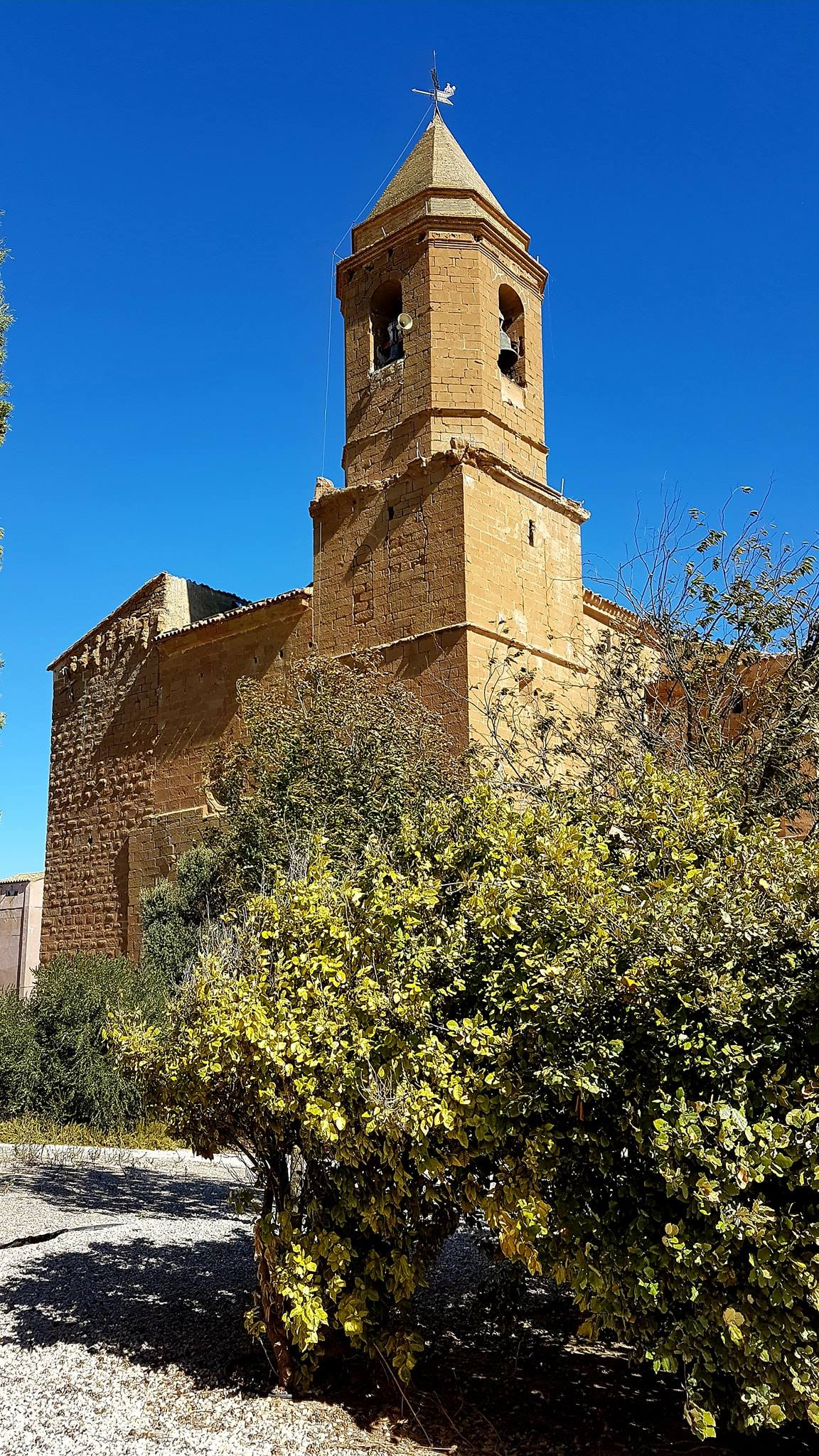
Iglesia de Santiago Apóstol

El casco antiguo de Grañén se sitúa sobre una suave colina, al pie de la iglesia parroquial y los restos del antiguo castillo.
La iglesia parroquial de Santiago Apóstol es un templo del siglo XVI en el que se combinan elementos góticos y renacentistas.
Tiene planta de cruz latina con cabecera poligonal de tres paños.
Su interior alberga un retablo renacentista realizado por Pedro de Aponte y Cristóbal de Cardeñosa, fechado en 1511, que decora el altar Mayor.
Junto al núcleo urbano, la ermita de San Julián es una modesta construcción de una sola nave con cubierta a dos aguas. Hoy en día el edificio está prácticamente derrumbado. Existe un proyecto para hacer una nueva ermita.

### Fiestas
- El 7 de enero se conmemora la festividad de San Julián, fiesta pequeña de Grañén.
- El Día de los Hombres, o de la Comunión Pascual, se celebra el domingo siguiente del domingo de Pascua. Fiesta que tenía gran tradición en el pasado, ha sido recuperada recientemente.
- La fiesta mayor de Grañén tiene lugar el 25 de julio en honor a Santiago Apóstol, patrón de la localidad. La fiesta comienza con el chupinazo desde el balcón del ayuntamiento y posterior cabalgata de las carrozas. Uno de los actos más tradicionales es «la carrera del Pollo», llamada en Grañén «Memorial Valentín Rodellar» en honor a uno de los mejores corredores de Aragón.